# Young Bond
Young Bond ist der Name einer 2005 begonnenen Romanserie des Autors Charlie Higson. Die Hauptperson ist der 13-jährige James Bond, der in den 1930er Jahren das Eton College besucht. Er ist im letzten Band 17 Jahre alt.

## Die Romane
Der erste Band erschien 2005 unter dem Titel SilverFin, im Deutschen Stille Wasser sind tödlich. 2006 folgte Bloodfever (Zurück kommt nur der Tod). Im Herbst 2006 konnten Internetnutzer auf der offiziellen Young-Bond-Website über den Titel des dritten Romans abstimmen und wählten Double or Die. Dieses Buch erschien Anfang Januar 2007 in englischer Sprache. Im Frühjahr folgte die deutsche Übersetzung unter dem Titel GoldenBoy. Der vierte Teil erschien ebenfalls 2007 und trägt den Titel Hurricane Gold. 2008 kam der deutsche Band Reden ist Silber, Schweigen ist tödlich auf den Markt. Im September des Jahres 2008 war der Erscheinungstermin des fünften Teiles By Royal Command, dessen deutschsprachige Version im Januar 2009 als Der Tod kennt kein Morgen veröffentlicht wurde.
Seit 2006 ist bekannt, wie der junge James Bond aussieht. Kev Walker ist der Zeichner der Darstellung eines schlanken Jungen mit dunklem Haar. Er ist zudem damit beauftragt worden, die Personen aus dem Roman Silverfin für eine Graphic Novel zu zeichnen. Dieses Buch ist im Oktober 2008 erschienen.
Am 6. November 2014 erschien der sechste Band der Reihe in englischer Sprache: Shoot to kill. Der deutsche Titel lautet Der Tod stirbt nie. Der neue Autor ist Steve Cole.
James reist mit dem privaten Zeppelin eines amerikanischen Filmmoguls nach Los Angeles, wo er in eine Verschwörung um eine Filmrolle, die brisante Aufnahmen enthalten, gerät.
Im Oktober 2015 erscheint das Hörbuch zu diesem Band im Verlag Jumbo Neue Medien Hamburg.
Im Mai 2016 ist Heads You Die veröffentlicht worden, ebenfalls von Steve Cole. Der 2017 erschienene deutsche Titel lautet Tod oder Zahl.
Im September 2016 ist der 8. Teil der Young-Bond-Reihe, Strike Lightning, von Steve Cole veröffentlicht worden. Am 21. März 2018 erschien auch die deutsche Erstausgabe Schneller als der Tod.
Im Mai 2017 erschien der 9. Teil, Red Nemesis, ebenfalls von Steve Cole. Der deutsche Titel lautet Rot wie Rache.
| Nummer | Englischer Titel | Erscheinungsdatum | Deutscher Titel                         | Erscheinungsdatum (D) | Autor          |
| ------ | ---------------- | ----------------- | --------------------------------------- | --------------------- | -------------- |
| 1      | SilverFin        | 2005              | Stille Wasser sind tödlich              | 2005                  | Charlie Higson |
| 2      | Bloodfever       | 2006              | Zurück kommt nur der Tod                | 2006                  | Charlie Higson |
| 3      | Double or Die    | 2007              | GoldenBoy                               | 2007                  | Charlie Higson |
| 4      | Hurricane Gold   | 2007              | Reden ist Silber, Schweigen ist tödlich | 2007                  | Charlie Higson |
| 5      | By Royal Command | 2008              | Der Tod kennt kein Morgen               | 2009                  | Charlie Higson |
| 6      | Shoot to kill    | 2014              | Der Tod stirbt nie                      | 2015                  | Steve Cole     |
| 7      | Heads You Die    | 2016              | Tod oder Zahl                           | 2017                  | Steve Cole     |
| 8      | Strike Lightning | 2016              | Schneller als der Tod                   | 2018                  | Steve Cole     |
| 9      | Red Nemesis      | 2017              | Rot wie Rache                           | 2018                  | Steve Cole     |

## Die Abenteuer des jungen James Bond
Stille Wasser sind tödlich: Nach dem Tod seiner Eltern kommt der 13-jährige Junge namens James Bond auf die Eliteschule Eton. Kurz nach seiner Ankunft lernt er den älteren Schüler George Hellebore kennen, mit dem er von nun an ständig Probleme hat. Seine Ferien verbringt James auf dem Land bei Onkel und Tante. In der Nähe gibt es ein Schloss, das George Hellebores Vater gehört. Dort ereignen sich seltsame Dinge. James und ein Junge, den er kennengelernt hat, gehen dem Geheimnis des unheimlichen Gemäuers auf den Grund und kommen furchtbaren Verbrechen auf die Spur.
Zurück kommt nur der Tod: In Eton wird James durch ein verbotenes nächtliches Treffen mit anderen Jungen dazu gezwungen, über die Dächer zu flüchten, um nicht von seinem Hausvater ertappt zu werden. Dabei verirrt er sich jedoch und belauscht zwei zwielichtige Gestalten, die sich auf Latein unterhalten und entdeckt ein merkwürdiges Zeichen: MM. Wenig später bekommt James mit, dass ein Eton-Schüler namens Mark Goodenough familiäre Probleme hat, denn sein Vater wurde auf seiner Yacht im Mittelmeer ermordet und seine Schwester Amy ist seitdem verschwunden. James besucht zusammen mit seinen Freunden Pritpal und Perry einen Vortrag des jungen Lehrers Mr Haight, in dem es um Banditen auf Sardinien geht. Zudem erfährt James, dass der Lehrer in den Sommerferien eine Exkursion nach Sardinien plant, und entschließt sich, daran teilzunehmen, um bei der Gelegenheit seinen Vetter Viktor zu besuchen, dessen Haus später ausgeraubt wurde, und es den Anschein hat, als würde der Raubmord auf den Vater des Schulkameraden damit zusammenhängen.
Auf Sardinien angekommen beschäftigt sich die Schülergruppe zunächst mit archäologischen Ausgrabungen. Außerdem reist ein zweiter Eton-Lehrer, Mr Cooper-ffrench, an und löst damit nicht gerade Begeisterung aus, denn er ist ein äußerst unbeliebter Lateinlehrer. Mit ihm muss James sich aber nicht lange herumschlagen, denn er verlässt die Gruppe, um zu Viktor zu fahren. Dort lernt er den seltsamen Künstler Poliponi kennen, mit dem Viktor zusammenlebt. James gefällt es ausnehmend gut, doch dann werden sein Vetter und Poliponi vom undurchsichtigen Grafen Ugo Carnifex in sein Schloss eingeladen. Danach überschlagen sich die Ereignisse. James löst schließlich das Geheimnis um die beiden mysteriösen Ms und findet auch heraus, wer ihm nach dem Leben trachtet und wo Amy versteckt ist. Am Ende fügen sich allerlei vergangene Ereignisse zu einem schrecklichen Gesamtbild.
GoldenBoy: Alexis Fairburn, ein Lehrer am Internat Eton, verschwindet plötzlich. Wenig später erreicht Pritpal Nandra ein Brief merkwürdigen Inhalts. Bald kommen James und seine Freunde darauf, dass dieses Schriftstück Rätsel enthält, die sie lösen müssen, um den Lehrer zu befreien. Zusammen mit einem Freund macht der junge James Bond sich daraufhin auf den Weg nach Cambridge und London. Immer wieder muss er sich den Angriffen zweier gerissener Schurken erwehren, die für Fairburns Entführer arbeiten. Nachdem er wieder einmal knapp entkommen ist, trifft James seinen alten Freund Red Kelly wieder. Gemeinsam mit Red und seiner Schwester gelingt es James, ein verbrecherisches Komplott aufzudecken.
Reden ist Silber, Schweigen ist tödlich: James weilt mit seiner Tante Charmian in Südamerika, um sich von den Verletzungen seines letzten Abenteuers zu erholen. Da Charmian sich an einer Expedition in den mexikanischen Dschungel anschließen will, soll ihr Neffe für ein paar Monate bei einer amerikanischen Familie in Mexiko bleiben. Kaum sind die beiden dort angekommen, kündigt sich ein schwerer Sturm an. Der Hausherr Jack Stone, ein amerikanischer Kampfpilot des Ersten Weltkrieges, überredet Charmian daraufhin, sie schleunigst zum vereinbarten Treffpunkt im Urwald zu fliegen. Zurück bleiben James, die beiden Kinder Precious und JJ Stone sowie die Hausangestellten. Während des Sturmes dringt eine Verbrecherbande in das Haus ein und stiehlt den Tresor mit geheimen Unterlagen der US-Marine. Zunächst können James, Precious und JJ ihnen entkommen, doch schon bald fallen die Geschwister den Gangstern wieder in die Hände, so dass James und ein befreundeter Mexikaner namens Garcia sich ihnen notgedrungen anschließen. Auf einem alten Lastwagen geht es von nun an durch das vom Unwetter völlig zerstörte Land. Schließlich landen sie in einem stillgelegten Ölfeld und brechen den Safe auf, in dem sich jedoch nichts Wertvolles befindet. Ein Mitglied der Gruppe versinkt nach einer Schießerei, bei der auch Garcia stirbt, in einem Matschloch, ein anderes flieht mit dem verletzten JJ. So machen sich nur noch James, Precious und die beiden verbliebenen Mitglieder der Bande auf den Weg nach Palenque, wo Jack Stone mit den gestohlenen Geheimdokumenten vermutet wird. Zwar gelingt James und dem Mädchen kurzzeitig die Flucht, doch unerwartet taucht ein totgeglaubtes Bandenmitglied auf. Mit Manny, dem nach einem Fenstersturz im Haus der Stones ein Stück Schädeldecke und große Teile der Erinnerungen fehlen, gelangen sie nach Palenque und treffen wieder auf die beiden anderen – nicht jedoch auf Jack und Charmian. Nach dem Tod ihres letzten Spießgesellen bringt Mrs Glass, die Anführerin der Kriminellen, letztlich die Dokumente an sich und flieht auf die Insel Lagrimas Negras, wo Straftäter unbehelligt leben, jedoch nie wieder fortkommen können. Zusammen mit dem komplett verwirrten Manny folgen Precious und James ihr. Manny stirbt kurz nach der Ankunft bei der Umarmung eines Kaktusses, James und Precious hingegen werden den Arbeitskolonnen zugeteilt. Heimlich schmieden sie Fluchtpläne und sorgen dafür, dass El Huricán, der Herrscher der Insel, sie auf seine „Straße des Todes“ lässt, die noch niemand lebend überstanden hat. Jedoch gelingt den beiden das scheinbar Unmögliche und so muss man sie gehen lassen. Vor ihrer Abreise überreicht El Huricán James die Dokumente.
Der Tod kennt kein Morgen: James Bond reist einer Gruppe von Eton-Schülern nach Kitzbühel nach, wo sie über Ostern Ski fahren. Auf der Zugfahrt macht er die Bekanntschaft einiger Jungen aus der Hitlerjugend und zudem fühlt er sich in Österreich von Anfang an beobachtet. In Kitzbühel angekommen, verliert James bei einem Skiausflug zusammen mit einem anderen Jungen namens Miles Langton-Herring im Schneetreiben den Kontakt zur Gruppe. Die beiden können sich kaum orientieren und irren bis in die Nacht umher. Miles bricht sich bei einem Sturz ein Bein, so dass James ihn durch den Schnee schleppen muss. Nachdem beide in der Dunkelheit einen Abhang hinuntergestürzt und verschüttet worden sind, ist James am Ende seiner Kräfte. Er kann sich gerade noch aus den Schneemassen befreien und für sich und Miles eine Schneehöhle bauen, wo sie am nächsten Morgen vom Suchtrupp gefunden werden. 
 Im Krankenhaus hört James eines Nachts Schreie aus einem benachbarten Zimmer. Darin liegen zwei vollkommen bandagierte Männer. Einer der beiden schreit, dass man seinen Vetter Jürgen töten werde. Später erfährt James, dass es sich bei einem der beiden Verletzten um den österreichischen Adligen Otto Graf von Schlick handelt. Diesem gehört Schloss Donnerspitze am Schwarzkogel. Auf einer Fahrt von dort Wien haben ihn zwei Männer angehalten, die angeblich eine Panne hatten. Gerade als sich der Graf über den Motor des Wagens gebeugt hat, hat es eine Explosion gegeben, bei der er und Liesl schwer verletzt worden sind. Er und noch ein zweiter Verletzter sind danach ins Krankenhaus eingewiesen worden, wo jedoch einer von ihnen gestorben ist. Nachdem James zwischenzeitlich ein paar Tage bei Hannes Oberhauser, seinem Skilehrer verbracht hat, sieht er  am Tag von Miles’ Entlassung den vermeintlichen Grafen von Schlick auf der Terrasse sitzen und bemerkt, dass dieser ihn durchdringend anstarrt, denkt sich aber nichts dabei.
 Zum ersten Mal nach seinen Abenteuern in Mexiko kehrt James im Anschluss an seinen Aufenthalt in Kitzbühel nach Eton zurück. Das Gefühl, beobachtet und verfolgt zu werden, verstärkt sich, da James häufiger einen Mann mit grauem Filzhut in Toreinfahrten und hinter Hausecken wahrzunehmen glaubt. Außerdem wird ein Anschlag auf ihn verübt. 
 In Haus Codrose hat es in der Zwischenzeit einige Veränderungen gegeben: Einerseits macht der neue Hausälteste Bentick, genannt Bloody Bentick, den Jungen das Leben schwer, auf der anderen Seite verzückt sie Roan, das neue junge irische Hausmädchen. Auch James kann sich ihrem Charme nicht entziehen und so nimmt er eine Einladung zu einem Picknick im Park an. Bei dieser Gelegenheit lernt er Dandy, einen jungen Iren, kennen, der als Gärtner in Eton arbeitet. Später begegnen James und Dandy zwei ballspielenden Mädchen, die sich als die spätere Königin Elisabeth II. und ihre Schwester Margaret entpuppen. Bei einem Fest, zu dem Miles’ Vater James aus Dankbarkeit eingeladen hat, trifft er kurze Zeit danach Eduard, den Prince of Wales und späteren König Eduard VIII. sowie dessen Geliebte Wallis Simpson. 
Als der vierte Juni gekommen ist, an dem der Geburtstag von König Georg III. gefeiert wird, ergeben all die seltsamen Ereignisse in James’ Leben einen Sinn: Er begreift, dass Dandy, offenbar ein Kommunist, König Georg V. mit einem Sprengsatz töten will und dass ebendieser König George Graf von Schlicks Vetter Jürgen ist. Es gelingt James, den Anschlag zu verhindern. Dandy wird kurz danach erschossen und James erfährt, dass sein Lehrer Mr Merriot ein ehemaliger Spion des SIS ist und ihn von dem Mann mit dem Filzhut hat beobachten lassen. Merriot instruiert James, Roan, die ebenfalls ein Mitglied der kommunistischen Terrorzelle ist, Informationen zu entlocken. Dieser aber verstößt gegen die Anweisungen seines Lehrers und flieht mit Roan, in die er sich verliebt hat. Über Frankreich gelangen die beiden schließlich nach Kitzbühel zu Hannes Oberhauser, wo sie einige Wochen lang Unterschlupf finden. Dann jedoch verrät Roan James und liefert ihn den anderen Terroristen aus. Man bringt die beiden auf Schloss Donnerspitze, wo Graf von Schlick seine wahre Identität lüftet: Er ist Perseus Friend, der Wissenschaftler, der für Lord Hellebore auf Schloss Silverfin gearbeitet hat. Der echte Graf von Schlick ist im Krankenhaus getötet worden. Friend, dessen Haut bei dem Brand auf Schloss Silverfin stark in Mitleidenschaft gezogen worden ist und der daran Bond die Schuld gibt, will dem Jungen bei lebendigem Leib die Haut abziehen und sie sich transplantieren lassen. Überdies muss Roan erfahren, dass es sich bei der Gruppe um Friend keineswegs um Kommunisten, sondern vielmehr um Faschisten handelt, die auf Hitlers Seite stehen. James und Roan werden in Zellen gesperrt, allerdings gelingt es James, an eine Schusswaffe zu kommen und sich und das Mädchen zu befreien. Zwar fallen sie kurzzeitig wieder in die Hände von Friend und seinen Schergen, ihnen gelingt jedoch wiederum die Flucht. Es kommt in der Folge zu einer Schießerei auf dem Schlossgelände, an der Deutsche, Russen und Briten beteiligt sind. Friend findet den Tod und Roan wird schwer verletzt. Sie schleppt sich auf einen nahegelegenen Berg, wohin James ihr folgt. Dort stirbt sie in seinen Armen. 
 Da James, nachdem er vor seiner Flucht Bentick übel zusammengeschlagen hat und obendrein getürmt ist, nicht mehr nach Eton zurückkehren kann, schickt Mr Merriot ihn auf das Fettes College nach Edinburgh.

## Das „Young Bond“-Spiel fürs Mobiltelefon
Gleichzeitig mit dem Erscheinen von Bloodfever brachte PlayerOne ein Spiel für Mobiltelefone heraus, das an die Handlung von Silverfin angelehnt ist. An drei verschiedenen Orten über die Distanz von 15 Levels muss der Spieler gegen diverse Feinde kämpfen.